# Боровац (Бујановац)
Боровац је насеље у Србији у општини Бујановац у Пчињском округу. Према попису из 2022. било је 42 становника.
Боровац је засељак у подножју једног обронка Рујна. На потесу Дзадине наилази се на остатке античке опеке и грубе керамике. На локалитету Црквиште, постојала је стара црква посвећена светом Јовану.
У попису с краја XV века село је уписано као Боријевце. Године 1519. У Боровцу је било 76 хришћанских и три муслиманске породице.
Насеље Боровац чине три махале: Доња мала, Средња мала и Кординска мала.
Назив становника је Боровчанин, становнице Боровчанке, а ктетик је боровчански.

## Демографија
У насељу Боровац живи 127 пунолетних становника, а просечна старост становништва износи 39,3 година (38,9 код мушкараца и 39,7 код жена). У насељу има 44 домаћинства, а просечан број чланова по домаћинству је 3,77.
Ово насеље је великим делом насељено Србима (према попису из 2002. године), а у последња три пописа, примећен је пад у броју становника. За време бомбардовања Србије 1999. године од стране НАТО Боровац је веома интензивно бомбардован. На неким местима и осиромашеним уранијумом што је довело до тога да се становници села масовно раселе а неки су и директно или индиректно страдали.
|  |

| Демографија | Демографија | Демографија |
| Година      | Становника  | Становника  |
| ----------- | ----------- | ----------- |
| 1948.       | 322         |             |
| 1953.       | 350         |             |
| 1961.       | 373         |             |
| 1971.       | 357         |             |
| 1981.       | 267         |             |
| 1991.       | 214         | 214         |
| 2002.       | 166         | 170         |
| 2022.       | 42          |             |

| Етнички састав према попису из 2002.‍ | Етнички састав према попису из 2002.‍ | Етнички састав према попису из 2002.‍ | Етнички састав према попису из 2002.‍ | Етнички састав према попису из 2002.‍ |
| ------------------------------------ | ------------------------------------ | ------------------------------------ | ------------------------------------ | ------------------------------------ |
|                                      |                                      |                                      |                                      |                                      |
| Срби                                 | Срби                                 |                                      | 161                                  | 96,98%                               |
| непознато                            | непознато                            |                                      | 4                                    | 2,40%                                |

| Година пописа     | 1948. | 1953. | 1961. | 1971. | 1981. | 1991. | 2002. |
| ----------------- | ----- | ----- | ----- | ----- | ----- | ----- | ----- |
| Број домаћинстава | 36    | 49    | 62    | 64    | 59    | 56    | 44    |

| Број чланова      | 1 | 2  | 3 | 4 | 5 | 6 | 7 | 8 | 9 | 10 и више | Просек |
| ----------------- | - | -- | - | - | - | - | - | - | - | --------- | ------ |
| Број домаћинстава | 9 | 10 | 5 | 3 | 6 | 7 | 2 | 0 | 0 | 2         | 3,77   |

| Пол    | Укупно | Неожењен/Неудата | Ожењен/Удата | Удовац/Удовица | Разведен/Разведена | Непознато |
| ------ | ------ | ---------------- | ------------ | -------------- | ------------------ | --------- |
| Мушки  | 69     | 18               | 45           | 5              | 0                  | 1         |
| Женски | 61     | 3                | 45           | 12             | 1                  | 0         |
| УКУПНО | 130    | 21               | 90           | 17             | 1                  | 1         |

| Пол    | Укупно                    | Пољопривреда, лов и шумарство | Рибарство                            | Вађење руде и камена | Прерађивачка индустрија       |
| ------ | ------------------------- | ----------------------------- | ------------------------------------ | -------------------- | ----------------------------- |
| Мушки  | 49                        | 19                            | 0                                    | 0                    | 19                            |
| Женски | 16                        | 10                            | 0                                    | 0                    | 3                             |
| УКУПНО | 65                        | 29                            | 0                                    | 0                    | 22                            |
| Пол    | Производња и снабдевање   | Грађевинарство                | Трговина                             | Хотели и ресторани   | Саобраћај, складиштење и везе |
| Мушки  | 0                         | 3                             | 0                                    | 2                    | 1                             |
| Женски | 0                         | 0                             | 0                                    | 1                    | 0                             |
| УКУПНО | 0                         | 3                             | 0                                    | 3                    | 1                             |
| Пол    | Финансијско посредовање   | Некретнине                    | Државна управа и одбрана             | Образовање           | Здравствени и социјални рад   |
| Мушки  | 0                         | 0                             | 1                                    | 0                    | 0                             |
| Женски | 0                         | 0                             | 0                                    | 1                    | 0                             |
| УКУПНО | 0                         | 0                             | 1                                    | 1                    | 0                             |
| Пол    | Остале услужне активности | Приватна домаћинства          | Екстериторијалне организације и тела | Непознато            | Непознато                     |
| Мушки  | 0                         | 0                             | 0                                    | 4                    | 4                             |
| Женски | 1                         | 0                             | 0                                    | 0                    | 0                             |
| УКУПНО | 1                         | 0                             | 0                                    | 4                    | 4                             |